# 明戈里亚
明戈里亚，是西班牙卡斯蒂利亚-莱昂阿维拉省的一个市镇。 总面积30平方公里, 总人口395人（2018年），人口密度13人/平方公里。